# Scarabaeus fitzsimonsi
Scarabaeus fitzsimonsi là một loài bọ cánh cứng trong họ Bọ hung (Scarabaeidae).